# Lokale telefooncode in Frankrijk
Tot 2022 werd de lokale telefooncode in Frankrijk gebruikt om het geografische gebied aan te duiden waarin een abonnee met een vast nummer zich bevond, met uitzondering van niet-geografische nummers die begonnen met het kengetal 09. Vanaf 1 januari 2023 is het niet langer verplicht om een geografisch netnummer te gebruiken.

De geografische gebieden van Europees Frankrijk.

De geografische gebiedscodes worden gegeven met het voorvoegsel 0, d.w.z. de code voor de standaard telefoonmaatschappij.
Tussen 18 oktober 1996 en 1 januari 2023 werd het Franse grondgebied (met uitzondering van de gebieden in de Stille Oceaan, die een specifiek nummeringssysteem hebben) verdeeld in vijf grote gebieden die een of meer regio's groeperen. Deze verdeling is vastgelegd door de ARCEP (Franse instantie voor elektronische communicatie, post en persdistributie).
Deze gebieden zijn:
01: Regio Île-de-France
02: Regio Noordwest: (Bretagne, Centre-Val de Loire, Normandië, Pays de la Loire) en "Indische Oceaan" (Réunion en Mayotte)
03: Regio Noordoost: Bourgondië-Franche-Comté, Grand Est en Hauts-de-France
04: Regio Zuidoost: Auvergne-Rhône-Alpes, Corsica, Provence-Alpes-Côte d'Azur en Occitanie (Languedoc-Roussillon)
05: Regio Zuidwest: Nieuw-Aquitanië en Occitanië (Midi-Pyrénées), andere overzeese departementen, gemeenschappen en territoria: Guadeloupe, Martinique en Guyana